# Pilea
Pilea Lindl. è un genere di piante angiosperme della famiglia delle Urticacee.

## Etimologia
Il nome del genere deriva dal latino pileus, "cappello di feltro", a causa del calice che ricopre l'achenio.

## Descrizione
La maggior parte delle specie sono erbe o arbusti succulenti che amano l'ombra, che si distinguono facilmente dalle altre Urticaceae per la combinazione di foglie opposte (con rare eccezioni) con una singola stipola intrapetiolare ligulata in ogni ascella fogliare e infiorescenze cimose o paniculate (di nuovo con rare eccezioni).

## Distribuzione e habitat
Il genere è distribuito nelle regioni tropicali, subtropicali e temperate calde di tutti i continenti, ad eccezione dell'Oceania.

## Tassonomia
Il genere comprende oltre 600 specie tra cui:
- Pilea cadierei Gagnep. & Guillaumin
- Pilea cataractae Marais
- Pilea cavernicola A.K.Monro, C.J.Chen & Y.G.Wei
- Pilea crassifolia (Willd.) Blume
- Pilea depressa (Sw.) Blume
- Pilea elegans Gay
- Pilea fontana (Lunell) Rydb.
- Pilea grandifolia (L.) Blume
- Pilea involucrata (Sims) C.H.Wright & Dewar
- Pilea jamesoniana Wedd.
- Pilea laevicaulis Wedd.
- Pilea matama A.K.Monro
- Pilea microphylla (L.) Liebm.
- Pilea mollis Wedd.
- Pilea myriantha Killip
- Pilea myriophylla Killip
- Pilea napoana Gilli
- Pilea nummulariifolia (Sw.) Wedd.
- Pilea peperomioides Diels
- Pilea plataniflora C.H.Wright
- Pilea pollicaris Marais
- Pilea pumila A.Gray
- Pilea riopalenquensis A.H.Gentry & Dodson
- Pilea schimpfii Diels
- Pilea selbyanorum Dodson & A.H.Gentry
- Pilea serpyllacea (Kunth) Liebm.
- Pilea serratifolia Wedd.
- Pilea spruceana Wedd.
- Pilea topensis Diels
- Pilea trianthemoides (Sw.) Lindl.
- Pilea trichosanthes Wedd.
- Pilea trilobata (Savigny) Wedd.
- Pilea tungurahuae Killip
- Pilea victoriae V.Suresh & Sojan

La specie fossile Pilea cantalensis era ampiamente distribuita in Europa e nella Siberia occidentale durante il Miocene e il Pliocene . È legata a Pilea mongolica dell'Asia orientale e a Pilea pumila del Nord America.

## Usi
Il genere Pilea ha poca importanza economica; sei specie hanno un valore orticolo (Pilea cadierei, Pilea grandifolia, Pilea involucrata, Pilea microphylla, Pilea nummulariifolia e Pilea peperomioides), e una specie è usata nella medicina tradizionale cinese (P. plataniflora).